# Rodrigo Cao
Rodrigo Cao (Trenque Lauquen, provincia de Buenos Aires, Argentina; 22 de febrero de 2001) es un futbolista argentino. Juega de delantero y su equipo actual es Deportivo Merlo, de la Primera B.

## Carrera

### Quilmes
Cao debutó como profesional el 7 de agosto de 2021 en el empate 0-0 contra Estudiantes de Río Cuarto, ingresando a los 34 minutos del segundo tiempo por Brandon Obregón.

### Villa San Carlos
En 2022, Quilmes decide ceder al delantero a Villa San Carlos, equipo de la Primera B. Debutó en el Villero el 26 de febrero en la victoria por 4-1 sobre Los Andes. Ingresó a los 27 minutos del segundo tiempo por Alejandro Lugones.

## Estadísticas

### Clubes
- Actualizado hasta el 9 de agosto de 2025.

| Quilmes Argentina | 2.ª                 | 2021                | 1   | 0  | - | - | - | - | 1   | 0  | 0    |
| Quilmes Argentina | 2.ª                 | 2023                | 0   | 0  | - | - | - | - | 0   | 0  | 0    |
| Quilmes Argentina | Total club          | Total club          | 1   | 0  | - | - | - | - | 1   | 0  | 0    |
| Villa San Carlos Argentina | 3.ª                 | 2022                | 33  | 4  | - | - | - | - | 33  | 4  | 0.12 |
| Villa San Carlos Argentina | Total club          | Total club          | 33  | 4  | - | - | - | - | 33  | 4  | 0.12 |
| Talleres (RdE) Argentina | 3.ª                 | 2023                | 14  | 2  | - | - | - | - | 14  | 2  | 0.14 |
| Talleres (RdE) Argentina | 2.ª                 | 2024                | 15  | 0  | 1 | 0 | - | - | 16  | 0  | 0    |
| Talleres (RdE) Argentina | Total club          | Total club          | 29  | 2  | 1 | 0 | - | - | 30  | 2  | 0.07 |
| Deportivo Merlo Argentina | 3.ª                 | 2024                | 21  | 8  | - | - | - | - | 21  | 8  | 0.38 |
| Deportivo Merlo Argentina | 3.ª                 | 2025                | 24  | 3  | - | - | - | - | 24  | 3  | 0.13 |
| Deportivo Merlo Argentina | Total club          | Total club          | 45  | 11 | - | - | - | - | 45  | 11 | 0.24 |
| Total en su carrera | Total en su carrera | Total en su carrera | 108 | 17 | 1 | 0 | - | - | 109 | 17 | 0.16 |
| (1) Las copas nacionales se refiere a la Copa Argentina. (2) Las copas internacionales se refiere a la Copa Libertadores y a la Copa Sudamericana. (3) Media de goles por encuentro. No incluye goles en partidos amistosos. |                     |                     |     |    |   |   |   |   |     |    |      |

## Palmarés

### Títulos nacionales
| Título           | Club                             | País      | Año  |
| ---------------- | -------------------------------- | --------- | ---- |
| Primera Nacional | Talleres de Remedios de Escalada | Argentina | 2023 |